# 黒田保久二
黒田 保久二（くろだ ほくじ、1893年〈明治26年〉9月 - 没年不詳）は、日本の警察官、政治活動家（右翼団体「七生義団」団員）、テロリスト、日雇い労働者。柿原尋常小学校卒。徳島県阿波郡柿島村（現在の阿波市の一部）出身。

## 略歴
黒田種三郎の二男。柿島村に生まれた。種三郎は村会議員であった。小学校での成績は優秀で、旧制中学への進学を勧められたが、家業が傾き進学は叶わなかった。そこで中川菊太郎校長の斡旋で村役場の給仕になったが、1909年（明治42年）、後任の校長になった大塚忠衛に勧められ、二人で朝鮮に渡った。大塚の紹介で雑貨店員となったが、まもなく退職し、各地を転々として人夫などをしていた。門司で運送業者「木村組」（暴力団の木村組とは無関係）の世話になったことで、後年木村組の組織する右翼団体「七生義団」に関わることになる。数え21歳の時、徴兵のため帰郷し、上等兵で除隊。大阪市に引っ越した。1919年（大正8年）巡査となるが、病気で翌年退職。
その後は土木工事や運送業で生活していた。七生義団も、実態は運送業者が右翼団体を兼ねていたようなものという。七生義団総裁の木村清は、木村組組長であったが、荷役労働者のための「労働共済会」を発展させたものが七生義団であった。黒田は、七生義団で機関紙『人民新聞』の発送などを行っていた。
1929年（昭和4年）3月5日、治安維持法改正案が可決された。労働農民党の山本宣治は反対討論を行う予定だったが、強行採決でその機会を得られなかった。黒田は、山本の治安維持法反対などを理由に「赤化」と「不敬」を非難する「斬奸状」を書き、その夜山本の逗留する旅館「光栄館」に押し入った。黒田は山本に議員辞職と自決を要求し、断られると刺し殺した。
黒田はすぐに自首したが、七生義団とは関係ない単独犯を主張し、殺意はなかったが山本に掴みかかられたので犯行に及んだとして正当防衛を主張した。しかし、七生義団の『人民新聞』では、「不敬代議士」として山本を初め西尾末広、亀井貫一郎、河上丈太郎、浅原健三、水谷長三郎の6名（いずれも無産政党）をやり玉に挙げ、各党に送り付けた6人の議員除名と自決の勧告書、さらに内野辰次郎議員に請願を取り次いで貰った6名の除名動議請願書を掲載していた。
しかし、警視庁の有松清治特捜課長は、「もし私が彼を（検察に）送るものとすれば殺人ではなく傷害致死で送る。但し最初から殺意のなかったことを申し立てておる。」と発表し、黒田を擁護してみせた。一方、東京地裁次席検事の松阪廣政は独自の現場検証の結果、警視庁の発表に疑問を持ち、殺人罪を適用すべきと判断した。その結果、内務省は警視庁に対し、黒田の「正当防衛」と発表した件について厳重警告を行った。黒田は裁判でも正当防衛を主張したが、殺人罪で懲役12年の実刑判決を受けた。
当時の報道では、山本はビールを飲んでおり、20分ほど口論した末の犯行と報じられた。しかし、これは警察が黒田を擁護したもので、実際には山本は酒を飲んでおらず、二言三言のやりとりだけで黒田は犯行に及んだという。
黒田は獄中で、「共産主義者を殺すのだから、もちろん無罪で、十万円もらえるということだったのに、こんなところにぶちこまれてしまった」とこぼしていたという（報酬については別の発言もある。後述）。つまり山本暗殺の実行犯である黒田の背後に、黒幕がいたということである。警視庁の有松は、黒田ら七生義団の団員と面識があり、酒席を共にしたこともあった。そのため、有松自身が黒幕の一人であったとも指摘されている。ちなみに、松阪検事は山本と面識があった。
黒田は6年の服役で、残余の刑を免除され出所した。これは殺人犯としては異例の厚遇であった。黒幕であった人物を頼ろうとしたが、相手にされなかった。その後朝鮮から満州に渡り、特務機関などで働いていた。
日本が第二次世界大戦に敗北すると引き揚げ、七生義団に戻り、その本部がある門司で、続いて小倉で日雇い生活をしていた。労働組合は、全日自労建設農林一般労働組合（建設一般、現在の建交労）に加入していた。同僚の組合員は元町長や植民地の警察部長などがおり、「よき日」の思い出に花を咲かせていたが、黒田は過去を聞かれても黙して語らず、ただある時「わしは人に言えんことをしているから」と答えた。瀬川負太郎によれば、1952年ころ、脳梅毒で精神病院に入院していた黒田に、人づてに質問したところ、黒幕は戦後代議士になった「えらい人」であったと示唆していたという。それによれば、150円と「いい身分」を成功報酬として約束されたが、逮捕後は1度面会に来ただけで、その後は相手にされなかったと答えたという。山本の研究者・本庄豊によれば、警察組織は右翼テロにも警戒していたから、直接山本暗殺を企図したわけではないと推測している。その上で、戦後に国会議員となった元特別高等警察官僚54人の中から、山本に対し「特別の反感や怒り」を抱いた人物を絞り込んだ結果、大久保留次郎が黒幕ではないかと結論づけている。
その後まもなく、精神病院で死去したという。